# Hôtel de ville de Nîmes
L'hôtel de ville de Nîmes est un édifice civil accueillant les institutions municipales de la ville de Nîmes, dans le département du Gard, en région Languedoc-Roussillon. Il fait l'objet d'une inscription au titre des monuments historiques depuis 1959.

## Localisation
L'hôtel de ville est situé place de l'Hôtel de ville et rue de la Trésorerie.

## Historique
Au XIVe siècle est construite la Trésorerie royale. L'hôtel de ville y est transféré entre 1700 et 1703, depuis la place de l'Horloge. L'édifice est alors agrandi par Jacques Cubizol à partir de plans d'Augustin-Charles d'Aviler, architecte de Montpellier. Entre 1836 et 1837, plusieurs améliorations sont apportées (5 fenêtres ajoutées, etc.) aboutissant à une façade de 45 m de long. D'autres embellissements sont apportés en 1851. Les modifications les plus récentes datent de 1956.

## Architecture
Du côté de la rue de la Trésorerie se trouvent des vestiges de la Trésorerie royale, des bâtis gothiques et une partie Renaissance avec une 
voûte sur croisée d'ogives. La rampe en fer forgé de l'escalier est de 1851-1852. Sous le plafond, au-dessus de l'escalier, sont accrochés quatre crocodiles naturalisés acquis entre 1587 et 1703. Le crocodile symbolise l'Égypte ; il figure ici car des vétérans, surtout des légions romaines d'Égypte, avaient été installés à Nîmes du temps de l'empereur Auguste.